# Liste der Biografien/Kuf
Liste der Biografien |
Portal Biografien |
Personensuche
# |
A |
B |
C |
D |
E |
F |
G |
H |
I |
J |
K |
L |
M |
N |
O |
P |
Q |
R |
S |
T |
U |
V |
W |
X |
Y |
Z |
?
 
Ka |
Kb |
Kc |
Kd |
Ke |
Kf |
Kg |
Kh |
Ki |
Kj |
Kl |
Km |
Kn |
Ko |
Kp |
Kr |
Ks |
Kt |
Ku |
Kv |
Kw |
Ky |
Kx |
Kz
 
Kua |
Kub |
Kuc |
Kud |
Kue |
Kuf |
Kug |
Kuh |
Kui |
Kuj |
Kuk |
Kul |
Kum |
Kun |
Kuo |
Kup |
Kuq |
Kur |
Kus |
Kut |
Kuu |
Kuv |
Kuw |
Kux |
Kuy |
Kuz
Die Liste der Biografien führt alle Personen auf, die in der deutschsprachigen Wikipedia einen Artikel haben. Dieses ist eine Teilliste mit 56 Einträgen von Personen, deren Namen mit den Buchstaben „Kuf“ beginnt.

## Kuf

### Kufa
- Kufa, Miloslav (* 1971), tschechoslowakischer, später tschechischer Fußballspieler
- Kufa, Robert (* 1987), tschechischer Beachvolleyballspieler
- Kufahl, David Anton (1763–1831), deutscher Architekt und Baumeister
- Kufahl, Ludwig (1802–1871), deutscher Wirtschaftswissenschaftler und Ingenieur, Konstrukteur der ersten preußischen Lokomotive
- Kufahl, Thomas (* 1962), deutscher Schauspieler

### Kufe
- Kufel, Marita (* 1965), deutsche Fußballspielerin
- Kufeld, Anica (* 1979), deutsche Basketballspielerin
- Kufeld, Jack (1907–1990), US-amerikanischer Maler
- Kufeld, Klaus (* 1951), deutscher Autor, Essayist und Kulturmanager
- Kufelnizky, Leo (1922–1947), deutscher Kibbuz-Mitgründer
- Kufen, Thomas (* 1973), deutscher Politiker (CDU), MdLThomas Kufen (* 1973)

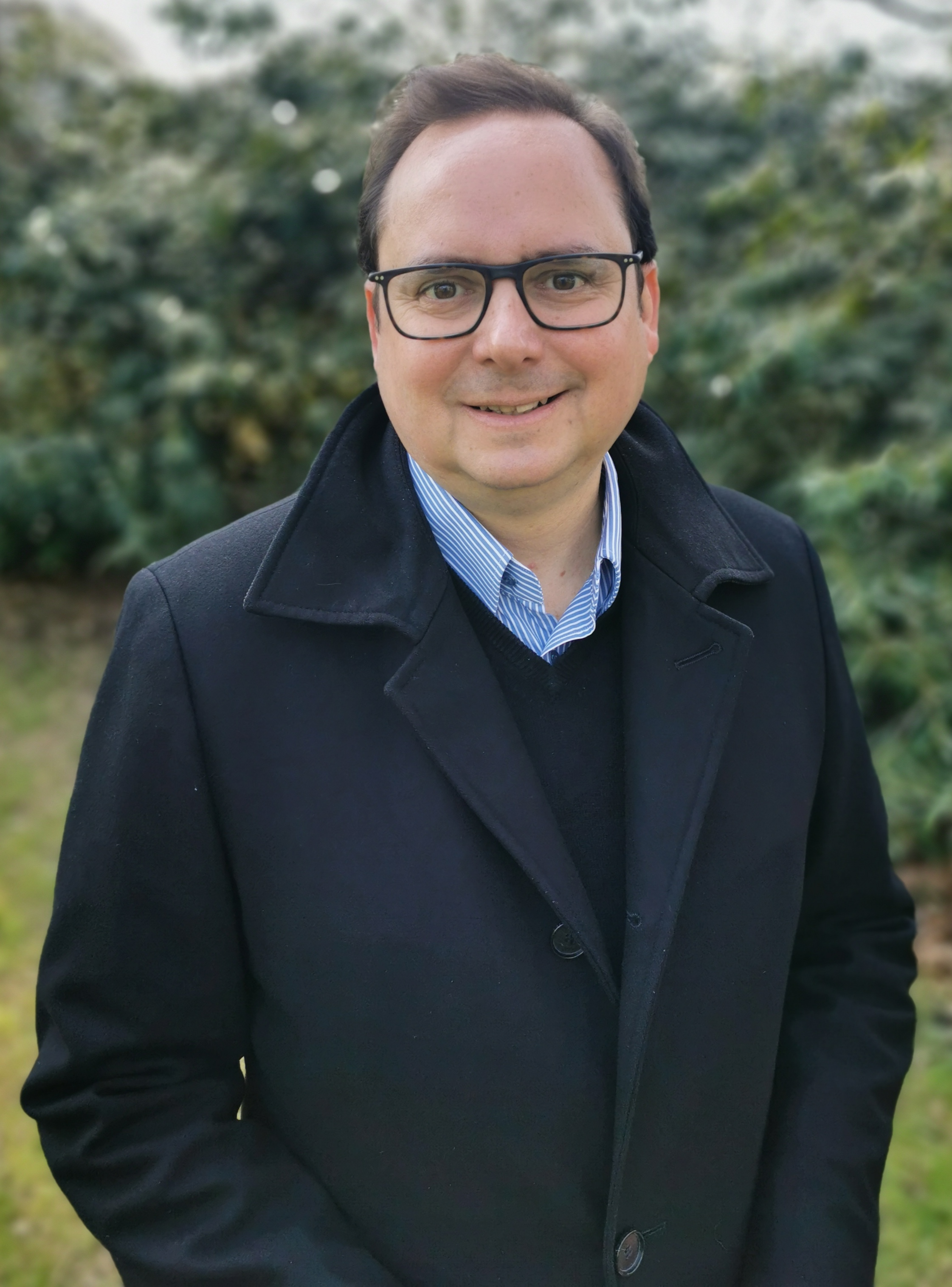
Thomas Kufen (* 1973)

### Kuff
- Kuffer, Erwin (* 1943), luxemburgischer Fußballspieler
- Küffer, Fritz (1911–2001), österreichischer Maler
- Küffer, Georg (1890–1970), Schweizer Pädagoge und Schriftsteller
- Kuffer, Hans Heinrich († 1692), sächsischer Oberst und Kommandant der Festung Wittenberg
- Kuffer, Jean-Louis (* 1947), Schweizer Schriftsteller
- Kuffer, Johann (* 1947), deutscher Jurist, ehemaliger Richter am Bundesgerichtshof
- Kuffer, Michael (* 1972), deutscher Politiker (CSU), MdB
- Küffer, Pascale (* 1992), Schweizer Fussballspielerin
- Kufferath von Kendenich, Wilhelm (1939–2022), deutscher Schriftsteller und Kulturschaffender
- Kufferath, Hans-Wilhelm (1939–2016), deutscher Violoncellist
- Kufferath, Hubert Ferdinand (1818–1896), deutscher Komponist
- Kufferath, Johann Hermann (1797–1864), deutscher Komponist
- Kufferath, Louis (1811–1882), deutscher Komponist
- Kufferath, Wilhelm (1853–1936), deutscher Cellist
- Kuffert, Roman (* 1959), deutscher Politiker (AfD)
- Kuffler, Eugénie (* 1949), US-amerikanische Komponistin, Flötistin und Tänzerin
- Kuffler, Roland (1937–2021), deutscher Gastronom, Wiesnwirt und Hotelier
- Kuffler, Stephen W. (1913–1980), ungarisch-amerikanischer Neurobiologe
- Kuffner, Andreas (* 1987), deutscher Ruderer
- Kuffner, Christoph (1777–1846), österreichischer Textdichter
- Küffner, Georg (1867–1948), deutscher Philologe und Museumsleiter
- Kuffner, Ignaz von (1822–1882), österreichischer Industrieller und Mäzen
- Küffner, Jens (* 1976), deutscher Radiomoderator und ProduzentJens Küffner (* 1976)

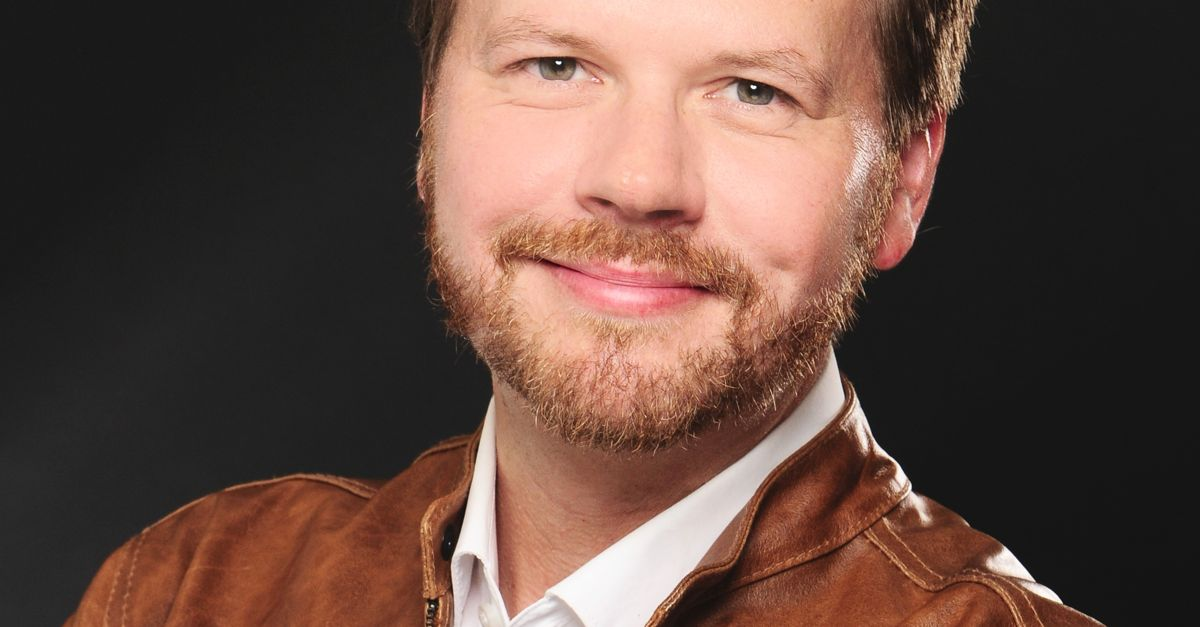
Jens Küffner (* 1976)

- Küffner, Johann Sigismund (1641–1710), deutscher Kaufmann und Politiker
- Küffner, Joseph (1776–1856), deutscher Komponist
- Küffner, Lukas (* 2001), deutscher Politiker
- Küffner, Marianne (1934–2024), deutsche Kunsthistorikerin und Kunsthändlerin
- Kuffner, Moriz von (1854–1939), österreichischer Industrieller, Bergsteiger und Mäzen
- Kuffner, Romina (* 1992), deutsche Fußballspielerin
- Küffner, Thomas (* 1971), deutscher Jurist und Professor für Steuerrecht an der Fachhochschule Deggendorf
- Kuffour, Lloyd-Addo (* 2002), deutscher Fußballspieler
- Kuffour, Samuel (* 1976), ghanaischer Fußballspieler

### Kufi
- Kufi, Fausia (* 1975), afghanische Politikerin und Frauenrechtlerin

### Kufk
- Kufko, Uladsislau (* 1955), belarussischer Maler

### Kufn
- Küfner, Abraham Wolfgang (1760–1817), deutscher Kupferstecher, Kunsthändler und Verleger
- Kufner, Godehard (1743–1792), deutscher Ordensgeistlicher und Kirchenrechtler
- Küfner, Hans (1871–1935), deutscher Politiker
- Küfner, Matthias (* 1981), deutscher Fußballspieler

### Kufr
- Kufrini, Bashar al (* 1980), jordanischer Mittelstreckenläufer

### Kuft
- Kuftaru, Ahmad (1915–2004), syrischer Großmufti
- Kuftin, Boris Alexejewitsch (1892–1953), russischer Ethnologe und Archäologe

### Kufu
- Kufuor, John Agyekum (* 1938), ghanaischer Politiker, Präsident von Ghana
- Kufus, Axel (* 1958), deutscher Produktdesigner und Hochschulprofessor
- Kufus, Taddeo (* 1999), deutscher Schauspieler
- Kufus, Thomas (* 1957), deutscher Fernsehregisseur und -produzentThomas Kufus (* 1957)

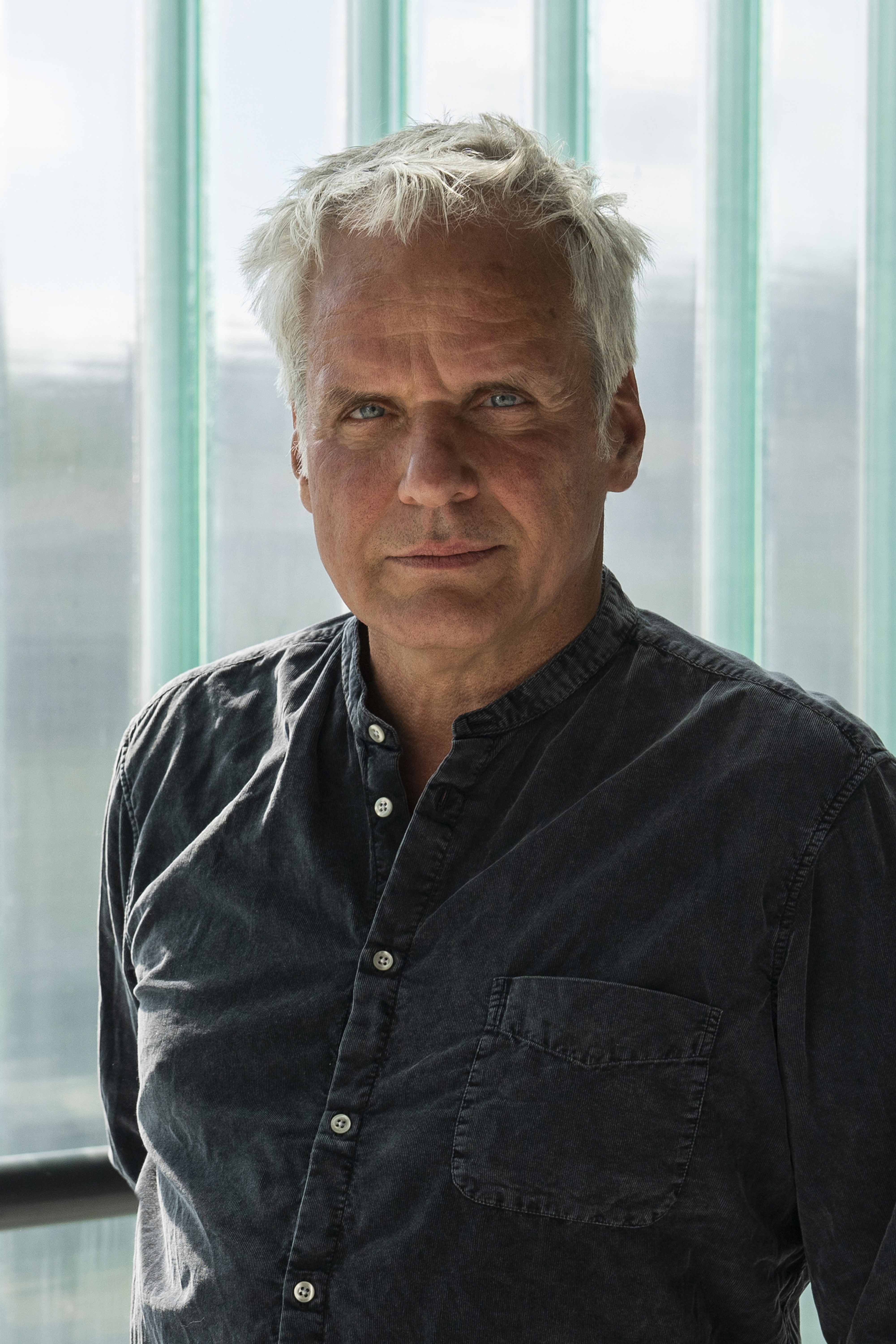
Thomas Kufus (* 1957)